# Байдаковка (Башкортостан)
Байдаковка (баш. Байдаковка) — село в Нигматуллинском сельсовете муниципального района Альшеевский район Республики Башкортостан России.

## Географическое положение
Расстояние до:
- районного центра (Раевский): 42 км,
- ближайшей железнодорожной станции (Раевка): 42 км.

## Население
| 2002 | 2009 | 2010 |
| ---- | ---- | ---- |
| 273  | ↘203 | ↗218 |

Согласно переписи 2002 года, преобладающие национальности — русские (38 %), башкиры (27 %).